# Giovanni Canti (poeta)
Giovanni Canti (... – XVI secolo) è stato un poeta bresciano del Cinquecento, originario di Manerbio, autore di alcune liriche in latino ispirate alla letteratura latina dell'età classica ed in particolare a Catullo.
Presto dimenticato, fu riscoperto da Paolo Guerrini che ne rintracciò alcune poesie latine in un manoscritto della Biblioteca Queriniana ed espresse il suo apprezzamento  senza tuttavia riuscire a ricostruirne la biografia.
Il comune di Manerbio gli ha dedicato un largo.